# Petropavlovskiy (Mondkrater)
Petropavlovskiy ist ein Einschlagkrater auf der Mondrückseite.
Petropavlovskiy liegt im Gebiet zwischen den riesigen Kratern Landau im Nordwesten und Lorentz im Südosten. In unmittelbarer Nähe schließt sich nördlich Razumov an, in westlicher Richtung liegt der Krater Frost. Der Krater ist nur schwach erodiert, auffällig sind zwei sich überlappende Einschläge im Nordwesten des Kraterwalls. Das Kraterinnere ist relativ eben mit einer zweigipfligen Erhebung im Zentrum.
Die Entstehung des Kraters fällt in die nektarische Periode.

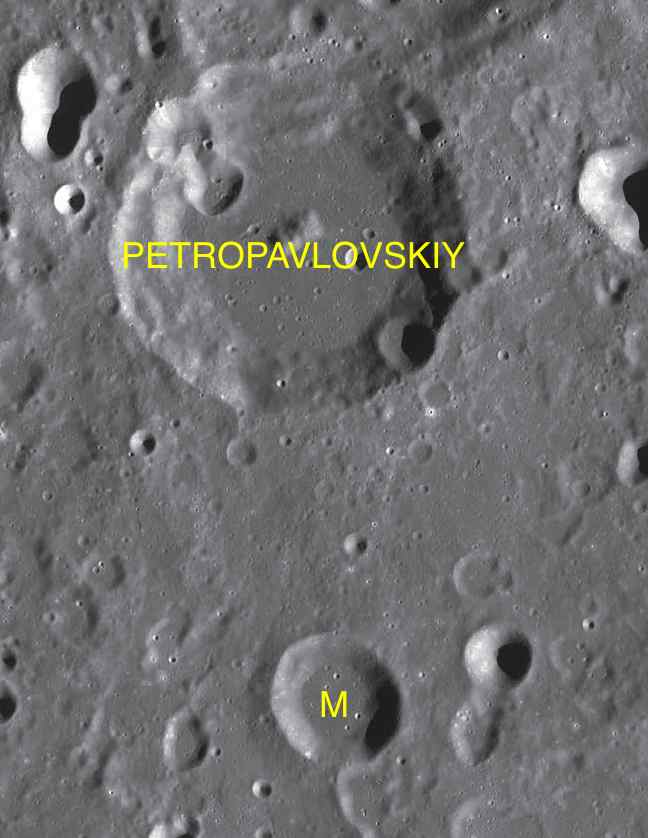
Petropavlovskiy mit seinem Nebenkrater

Petropavlovskiy hat einen mit M bezeichneten Nebenkrater:
| Buchstabe | Position            | Durchmesser | Link |
| --------- | ------------------- | ----------- | ---- |
| M         | 34,24° N, 115,19° W | 23 km       |      |

Der Krater wurde 1970 von der IAU offiziell nach dem sowjetischen Raketeningenieur Boris Sergejewitsch Petropawlowski benannt.